# قرص ينحل بالفم

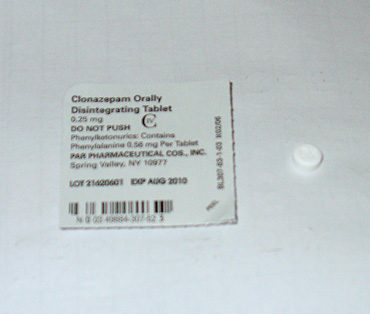
لوح تغليف كلونازيبام ODT

تتميز المضغوطات المتفتتة فموياً Orally disintegrating tablets (ODTs) بأنها تتفتت بسرعة في الفم بدون مضغ عند الإعطاء الفموي وبدون حاجة إلى الماء، وذلك بعكس نظم إيتاء الدواء الأخرى والأشكال الجرعية التقليدية الصلبة الفموية مباشرة التحرر immediate-release. تدعى أشكال ODT الجرعية عادة بالنظم سريعة الذوبان fast melt و quick melt وسريعة التفتت fast disintegrating والقابلة للتبعثر الفموي orodispersible، وهي تملك خاصة مميزة بكون المضغوط يتفتت في الفم خلال ثواني. في حال الحالات الحادة، فهذا الشكل الجرعي أسهل لدى المرضى ياخذونه في أي وقت أو أي مكان قد تحدث فيه تلك الأعراض. أما في حال الحالات المزمنة، فإنه يعتقد بأنها تزيد المطاوعة لدى المريض. من الميزات الأخرى لإيصال الدواء بالـODT والتي تتفوق فيها عن الأخرى هي سهولة البلع من قبل المرضى وملاءمة أخذ الدواء بأي وقت بدون الحاجة إلى الماء. تتضمن بعض حدود استخدام هذا الشكل صعوبة تحضير جرعات عالية بشدة (نموذجياً زيادة عن 500 ملغ) وأحياناً تغطية الطعم الشديدة للمواد الفعالة ذات الطعم المر.

## التاريخ
هي مضغوطات شكلت وصنعت لها عدة أشكال قد يكون مسطح أو بيضاوي، معدة لأن تنحل في جوف الفم، أو تمتص من الأغشية الفموية عند وضعها تحت اللسان، وذلك في حال المواد الدوائية التي تتلف بالعصارة المعدية، أو التي لها امتصاص قليل في الجهاز الهضمي.
لامتصاص من خلال الخد يسمح للدواء لتجاوز الجهاز الهضمي للتوزيع النظامي السريع. إذا كان القرص الدوائي صغير يمكن امتصاصه في منطقة الشدق. الانحلال السريع والتواجد في المنطقة يعزز التوافر الحيوي

## التصنيع

### مبدأ تقنيع الطعم
يمكن تحقيق تقنيع الطعم للدواء عبر منع تعريض الدواء للسان من خلال المعالجة processing أو إضافة عوامل مقنّعة للطعم تنافسية. يمكن منع تعرض الدواء المذاب للتجويف الفموي بواسطة الكَبْسَلَة (المحفظة) في نظم بلمرية (تماثرية) أو بتشكيل معقدات complexation.
وسائل تحقيق ذلك هي كما يلي:
- مد الدواء على شكل طبقة على كريات خاملة بواسطة عامل رابط binder ويتبع ذلك تلبيسها coating بمتماثر polymer مقنّع للطعم.
- تحثير الدواء وتلبيسه بمتماثر مقنّع للطعم.
- تجفيف الدواء بالإرذاذ spray drying وبعثرته أو حله في محلول لمتماثر للحصول على جسيمات مقنّعة الطعم.
- تشكيل معقد بالتضمين inclusion في مركبات السيكلوديكسترين cyclodextrins.
- التحوير السَيكولوجي للمرارة.
- التقوصُر (فصل المواد الغروانية عن الماء) لتشكيل دواء دقيق التمحفظ (الكبسلة) microencapsulated ضمن متماثر.
- تشكيل حبيبات pellets بواسطة عملية تكوير البثاقة extrusion spheronization.

### عملية تشكيل الطبقة ( تلبيس )
تشتمل عملية تشكيل الطبقة layering ترسيب طبقات متعاقبة من المركب الفعال على حثيرات البذور البادئة الخاملة مثل كرات السكر أو حبيبات السلولوز دقيق التبلور. يمكن استخدام كرات السكر (Non Pareil) أو كرات السلولوز دقيق التبلور (Celpheres) كركازات أولية في تحضير الكريات بعملية تشكيل الطبقة. في هذه العملية يتم حل الدواء المر أو بعثرته في محل مائي أو لامائي اعتماداً على خواصه الانحلالية وسهولة التحضير. ثم يضاف العامل الرابط للمحلول لتشكيل جسور سائلة بين الجسيمات الأولية. أكثر العوامل الرابطة استعمالاً هي الجيلاتين والبوفيدون والكاربوكسي ميتيل سيليلوز والهيدروكسي بروبيل ميثيل سيليلوز (هيدروكسي بروبيل ميثيل سيللوز) والهيدروكسي بروبيل سيليلوز والمالتوديكسترين. ففي حالة المحلول يكون الدواء منحل كلياً في المحل، بينما في حالة المبعثر فيكون الدواء إما منعّم ميرونياً micronized قبل إضافته إلى المحل أو أن يعرض المحلول الحاوي على الدواء المبعثر للحصول على طحن رطب بواسطة مازج عالي القص high-shear mixer لتنعيم الدواء ميكرونياً ضمن المحلول. من المرغوب أن تكون نسبة حجم الجسيمات الدواء إلى حجم الحبيبات حوالي 1 : 10. في هذه العملية، يتم تحقيق زيادة في الوزن تعادل 100 – 150% من التغليف الطبقي للدواء. وهذا يؤدي لزيادة احتكاك الأجزاء ببعضها grittiness بسبب زيادة حجم الجسيمات في الحثيرات عند إدخالها في الشكل الجرعي. وقد تصادف هذه العملية سيئة ذات أهمية أثناء عملية التغليف الطبقي للدواء ألا وهي إمكانية إعادة تبلور الدواء إلى متعددات شكل بلوري أخرى polymorphs خلال إتمام العملية.
بعد توزيع الدواء على شكل طبقة على مادة بادئة، يتم تلبيس المادة بمتماثر الذي يؤخر الانحلال في التجويف الفموي. يتم اللجوء إلى آليتين على الأرجح لمنع الانحلال، إما الاعتماد على متماثر يؤخر الانحلال في جميع درجات الـpH أو بواسطة متماثر لا ينحل في pH اللعاب ولكن ينحل بسرعة في العصارة المعدية. تستعمل عدة متماثرات لغرض تقنيع الطعم ومنها Eudragit E 100 و ethylcellulose و HPMC وHPC و polyvinyl alcohol و polyvinyl acetate. ينحل المتماثر اعتماداً على خواص انحلاله، وتضاف عوامل antitack مثل التالك وستيرات المغنيزيوم و cab-o-sil لتحسين عملية التحضير ومنع التكوم. في بعض الأحيان يمكن الوصول إلى لتقنيع الطعم بجمع عملية التغليف الطبقي والتلبيس في عملية واحدة. ذلك يعني تحضير الدواء على هيئة محلول أو معلق والذي يحوي على متماثر يعمل كرابط وكذلك كعامل مقنع للطعم وبعدها ترسيب الدواء على الحبيبات.

### التحثير
يعتمد تقنيع الطعم بواسطة التحثير على تقليل مساحة السطح للدواء بواسطة زيادة حجم جسيماته. ونحصل كذلك على فائدة أخرى تتمثل في سهولة التصنيع في عملية ضغط المضغوطات وذلك لأن معظم الأدوية تصبح ذات كثافة ملء منخفضة. كما يمكن إدخال المتماثرات التي تعمل كعوامل رابطة ومقنّعة للطعم والتي لها تأثير مقلل لإدراك الطعم. يمكن تحقيق عملية التحثير مع أو بدون محل. يتضمن التحثير الجاف تشكيل أقراص مضغوطة كبيرة compacts/slugs والتي تطحن من أجل خلطها. يمكن إجراء التحثير الرطب بواسطة عملية السرير الهوائي fluid bed، يتم في هذه العملية تعليق الدواء في الهواء ويرش الرابط من فوق. تكون الحثيرات المتشكلة مسامية ولا تتحمل العمليات اللاحقة مثل التلبيس. في عملية التحثير عالي القص high-shear granulation يتم رذ سائل رابط على الدواء أو مزيج الأدوية مع السواغات التي يتم رجها بواسطة دافع وفرّامة impeller and chopper. تكون الحثيرات الناتجة كثيفة ويمكن استخدامها مباشرة أو تلبس في مرحلة لاحقة في سرير هوائي. تعد هذه الطريقة ملائمة للأدوية بجرعات عالية (أكبر من 50 ملغ) ذات طعم غير مستساغ.

### التجفيف بالإرذاذ
يتم في هذه العملية من أجل تقنيع الطعم حل الدواء أو بعثرته مع عامل محجّم bulking agent (متماثر) في محل مناسب، وأحياناً يضاف عامل رابط إن دعت الحاجة.
تتكون عملية التجفيف بالإرذاذ من أربع مراحل:
- إرذاذ مادة التلقيم على هيئة رذاذ.
- التماس بين الهواء والرذاذ (المزج والتدفق).
- تجفيف الرذاذ (تبخير الرطوبة أو المواد الطيارة).
- وفصل المنتج الجاف عن الهواء.

من الممكن أن يكون المحل المستخدم للتجفيف بالإرذاذ إما مائي أو لامائي. ويكون المنتج المحصول عليه من هذه العملية على هيئة حثيرات أو حبيبات عالية المسامية وحاوية على الدواء المكبسل (الممحفظ). قد تحصل بعض التأثيرات غير المرغوبة وتشمل كل من تشكيل مبعثرات صلبة solid dispersion للدواء بسبب التبلور والتدرّك الحراري في حالة الأدوية الحساسة للحرارة.

### تشكيل معقدات
إن تقنيع الطعم بواسطة تشكيل المعقدات الانضمامية inclusion complexation ممكن من خلال الاحتباس الفيزيائي للدواء ضمن بنى مخروطية الشكل تدعى مركبات السيكلوديكسترين cyclodextrins.إن مركبات السيكلوديكسترين لها شكل الدلو تتكون من قليل سكاريد oligosaccharides تحضر من النشاء. وبسبب بنيتها وشكلها المميز فلها القدرة على احتباس المركبات المركبات الضيف guest molecules ضمن تجويفها الداخلي. يمكن تشكيل معقدات الدواء الانضمامية بعدة طرق والتي تعتمد على خواص الدواء وحرائك التوازن ومكونات الصيغة الأخرى والعمليات والشكل الجرعي النهائي المرغوب. وفي كل هذه العمليات فلا يُتطلب سوى كمية قليلة من الماء لتحقيق التوازن الديناميكي الحراري. ويكون تحقيق التوازن الأولي لتشكيل المعقد سريع جداً، بينما يأخذ تحقيق التوازن النهائي وقت أطول. عند دخول الدواء في تجويف السيكلوديكسترين فإنه يقوم بتغيرات شكليائية conformational خاصة فيه من أجل أن يرتبط بالمعقد وليستغل كامل الفائدة من قوى van der waals الضعيفة.
يمكن كذلك أن نشكل معقدات بواسطة استخدام الراتينات المبادلة للأيونات، وتتوفر أنماط كاتيونية وأنيونية.[9] تتضمن عملية تحضير معقد مقنّع للطعم تعليق الراتين في محل والذي يكون الدواء منحل فيه. في حال المستحضرات السائلة يمكن استخدام معقد (دواء – راتين) كما هو. أما في حال المستحضرات الصلبة، يمكن معالجة المعقد بالترشيح أو التجفيف المباشر. يمكن في هذه العملية أن تصل درجة تحميل الدواء حتى 50%. كما أنه بعض الراتينات المبادلة للأيونات المتوفرة تجارياً والتي يمكن أن تستعمل لتقنيع الطعم تكون ذات أساس من متماثر الـ حمض ميثاكريليك وثنائي فاينيل بنزين والستايرين ثنائي فاينيل البنزين.

### التحوير السيكولوجي للمرارة
تستلزم عملية تقنيع الطعم بإضافة عوامل تنافسية ما يدعى بتحوير الإدراك السيكولوجي للمرارة. لفهم ذلك بشكل أفضل فمن الملائم أن يتم فهم نظرية إدراك الطعم. فقد تم حديثاً تلخيص الأساس الكيميائي الحيوي والفيزيولوجي للمرارة. هنالك نظريتان، إحداهما تؤكد أن المستقبلات من أجل منبهات الطعم الشائعة مثل الملوحة والمرارة والحلاوة تتوضع في أماكن محددة من اللسان. أما الثانية فتؤكد أن براعم التذوق تستجيب لكل المحفزات لكن بدرجات مختلفة. وبغض النظر عن الآلية، فتقنيع الطعم يكون بإضافة مثبطات نوعية لكبت المحفّز. من المحتمل أن يتضمن هذا الأسلوب استخدام مثبط نوعي في تقنيع طعم الدواء صدد الدراسة. وحسب معرفة المؤلفين فلا يوجد مثبط نوعي عام قادر على تقنيع منبهات الطعم كلها.

### التقوصر
تؤدي عملية التقوصر (فصل المواد الغروانية عن الماء) إلى تشكيل هيئة كبسولة|مكبسلة دقيقة للدواء. تعتمد العملية على تشكيل ثلاث أطوار غير قابلة للامتزاج، وتشكيل غلاف coat، ثم ترسيب الغلاف. يتم تحقيق تشكيل الأطوار الثلاثة غير القابلة على الامتزاج ببعثرة جسيمات اللب في محلول المتماثر. بعدها يحفز فصل الأطوار بتغيير درجة حرارة محلول المتماثر، أو بإضافة ملح أو مزيل للمحل non-solvent، أو بتحريض تفاعل (متماثر – متماثر). يؤدي هذا إلى ترسب الغلاف المتماثر على المادة اللب تحت تأثير التحريك الثابت. تفصل بعدها جسيمات اللب المغلفة بواسطة المتماثر عن الطور السائل بواسطة تقنيات الحرارة أو التصالب cross-linking أو تقنيات الحل مما يؤدي إلى تصلب الغلاف.

### تكوير البثاقة
تبدأ هذه العملية بمزج المساحيق الصلبة متبوعاً بالتحثير. لكن هنا تختلف عملية التحثير عن التحثير الاعتيادي بأنه تحدد نقطة النهاية عندما يصبح قوام العجينة ملائماً من أجل إمرارها عبر الباثق extruder. فبعد إمرارها من خلاله تصبح الحثيرات الناتجة بشكل عصوي rod. يمكن بعدها أن تمرر هذه العصيات عبر مكوّر spheronizer لتشكيل حبيبات pellets تجفف بعد ذلك. نستفيد من هذه العملية بأننا نحصل على حبيبات أكثر كروية بالمقارنة مع التحثير الرطب.
تتضمن عملية انبثاق المصهور الحار hot-melt extrusion إمرار مبعثر صلب مصهور للدواء على باثق للحصول على حبيبات. تتكون المادة المنبثقة المصهورة الحارة hot-melt extrudate من الدواء المبعثر في مطرس matrix محب للماء مصهور. تمرر بعدها على فوهة في الباثق. يمكن أن تمرر عجينة الباثق على مكوّر لتشكيل حبيبات التي تبرد فيما بعد. تستعمل هذه العملية في الأصل لزيادة انحلالية الأدوية ضعيفة الانحلال، ذلك لأنها تؤدي إلى تشكيل شكل لابلوري للدواء؛ وعموماً فإن الاختيار الملائم للمتماثرات يساعد في الحصول على تقنيع الطعم الملائم. نستفيد في هذه العملية من الضبط الأفضل لحجم الجسيمات للحبيبات وغياب استخدام المحلات.

## التكنولوجيات المتفتتة فموياً
OraSolv ®
DuraSolv ®
PakSolv ®
Lyoc®
Zydis®
Flashtab®
FlashDose®
WOWTAB®
Kryotab
OraQuick
Quick-Dis
Advatab
Qdis
Frosta

## المضغوطات المتفتتة فموياً المتاحة حاليا أو سابقا
| المنتج                                       | المصنع من قبل / ل                  | المكون النشط       | التصنيف                            | الدلالة | المجموعة العمرية المقصودة                                                        |
| -------------------------------------------- | ---------------------------------- | ------------------ | ---------------------------------- | --- | -------------------------------------------------------------------------------- |
| Abilify Discmelt                             | Otsuka America/بريستول-مايرز سكويب | أريبيبرازول        | مضاد غير نمطي للذهانs              | فصام، اضطراب ذو اتجاهين, adjunct therapy for اضطراب اكتئابي | 13 years+ for Schizophrenia, 10 years+ for Bipolar disorder, adults for MDD      |
| Alavert أقراص الذوبان السريع                 | وايث                               | لوراتادين          | مضاد الهستامينs                    | أرجية | 6 years+                                                                         |
| Allegra ODT                                  | سانوفي                             | فيكسوفينادين       | مضاد الهستامينs                    | حساسية الأنف، شرى | 6–11 years                                                                       |
| Aricept ODT                                  | Eisai Co.                          | دونيبيزيل          | مثبط إستيراز الأسيتيل كولينs       | مرض آلزهايمر | adults                                                                           |
| Benadryl FastMelt                            | فايزر                              | ديفينهيدرامين      | مضاد الهستامينs                    | أرجية | 6 years+                                                                         |
| Calpol Fast Melts                            | McNeil Healthcare UK               | باراسيتامول        | مسكن ألمs                          | ألم | 6 years+                                                                         |
| Clarinex RediTabs                            | شيرينغ بلاو                        | ديسلوراتادين       | مضاد الهستامينs                    | أرجية | 6 years+                                                                         |
| Claritin RediTabs                            | شيرينغ بلاو                        | لوراتادين          | مضاد الهستامينs                    | أرجية | 6 years+                                                                         |
| Clonazepam ODT                               | Par Pharmaceutical                 | كلونازيبام         | بنزوديازيبينs                      | اضطراب القلق، اضطراب الهلع، صرعs | infants+                                                                         |
| FazaClo                                      | AzurPharma                         | كلوزابين           | مضاد الذهانs                       | treatment-resistant فصام | adults                                                                           |
| Jr. Tylenol Meltaways                        | ماكنيل لمنتجات الرعاية الصحية      | باراسيتامول        | مسكن ألمs, مضاد الحمىs             | ألم، حمى | 6 years+                                                                         |
| Klonopin Wafers                              | كيفن روشي                          | كلونازيبام         | بنزوديازيبينs                      | اضطراب الهلع، صرعs | infants+ for seizure disorders, adults for Panic Disorder                        |
| Lamictal ODT                                 | Eurand / غلاكسو سميث كلاين         | لاموتريجين         | مضاد اختلاج                        | Bipolar I Disorter، صرع | 18+ for bipolar, 2+ for seizure                                                  |
| Loratadine Redidose                          | رانباكسي                           | لوراتادين          | مضاد الهستامينs                    | أرجية | 6 years+                                                                         |
| Maxalt-MLT                                   | ميرك آند كو                        | ريزاتريبتان        | تريبتانات/سيروتونين agonists       | acute صداع نصفي | 18 years+                                                                        |
| Meloxicam 7.5 & 15 mg Orodispersible Tablets | Alpex Pharna (UK) LTD              | ميلوكسيكام         | مضاد التهاب لا ستيرويديs           | osteoarthritis,rheumatoid arthritis and ankylosing spondylitis | 16 years+                                                                        |
| Mirtazapine ODT                              | صناعات تيفا الصيدلانية             | ميرتازابين         | مضاد اكتئابs                       | اضطراب اكتئابي | adults                                                                           |
| Niravam                                      | يو سي بي                           | ألبرازولام         | بنزوديازيبينs                      | اضطراب القلق، اضطراب الهلع | Adults 18+                                                                       |
| Nurofen Meltlets                             | ريكيت بينكيزر                      | إيبوبروفين         | مضاد التهاب لا ستيرويديs           | ألم، حمى، التهاب | 12 years+                                                                        |
| Ondansetron ODT                              | صناعات تيفا الصيدلانية             | أوندانسيترون       | مضاد قيءs                          | غثيان، تقيؤ | 4 years+                                                                         |
| Orapred ODT                                  | Sciele Pharma                      | بريدنيزولون        | كورتيكوستيرويدs                    | ربو, severe أرجية، فقر الدم الانحلالي، متلازمة ستيفنس جونسون, certain types of سل; acute treatment of التهاب المفاصل، التهاب الجراب، داء الانسداد الرئوي المزمن، ابيضاض الدم، ذئبة حمامية، تصلب متعدد، التهاب القولون التقرحي | adults and children weighing over 44 lbs/20.1 kg                                 |
| Parcopa                                      | يو سي بي                           | كاربيدوبا/ليفودوبا | DDC inhibitors [carbidopa]         | مرض باركنسون | adults                                                                           |
| Prevacid SoluTab                             | شركة تاكيدا الدوائية               | لانسوبرازول        | مثبط مضخة البروتونs                | ارتجاع معدي مريئي (GERD), قرحة هضمية | 1 year+                                                                          |
| Remeron SolTab                               | شيرينغ بلاو                        | ميرتازابين         | مضاد اكتئابs                       | اضطراب اكتئابي | adults                                                                           |
| Risperdal M-Tab                              | يانسن للأدوية                      | ريسبيريدون         | مضاد غير نمطي للذهانs              | فصام، اضطراب ذو اتجاهين، تهيجية associated with توحد | 13 years+ for Schizophrenia, 10 years+ for Bipolar disorder, 5 years+ for Autism |
| UNISOM SleepMelts                            | Eurand / Chattem                   | ديفينهيدرامين      | مضادات الكولين                     | Nighttime Sleep Aid | Adults and children 12 years+                                                    |
| Zelapar                                      | Valeant Pharmaceuticals Int'l      | سيليجيلين          | مثبط أكسيداز أحادي الأمينs (MAOIs) | adjunct therapy in مرض باركنسون | adults                                                                           |
| Zofran ODT                                   | غلاكسو سميث كلاين                  | أوندانسيترون       | مضاد قيءs                          | غثيان، تقيؤ | 4 years+                                                                         |
| Zomig-ZMT                                    | أسترا زينيكا                       | زولميتريبتان       | تريبتانات/سيروتونين agonists       | صداع نصفي | adults                                                                           |
| Zyprexa Zydis                                | إيلي ليلي وشركاءه                  | أولانزابين         | مضاد غير نمطي للذهانs              | اضطراب ذو اتجاهين، فصام | adults                                                                           |

## المضغوطات المتفتتة فموياً تحت التطوير
| المنتج                                | الشركة المصنعة        | المكون النشط          | التصنيف                                    | الدلالة                                                                           | المجموعة العمرية المقصودة |
| ------------------------------------- | --------------------- | --------------------- | ------------------------------------------ | --------------------------------------------------------------------------------- | ------------------------- |
| Citalopram قرص ينحل بالفم             | Biovail               | سيتالوبرام            | مثبطات إعادة امتصاص السيروتونين الانتقائية | اضطراب اكتئابي                                                                    |                           |
| Metoclopramide Zydis                  | Salix Pharmaceuticals | ميتوكلوبراميد         | مضادات الدوبامين                           | العلاج على المدى القصير للارتجاع المعدي المريئي الحاد ركود المعدة عند مرضى السكري | البالغين                  |
| Reglan قرص ينحل بالفم                 | يو سي بي              | ميتوكلوبراميد         | مضادات الدوبامين                           | العلاج على المدى القصير للارتجاع المعدي المريئي الحاد , ركود المعدة لمرضى السكري  | البالغين                  |
| Tramadol/Acetaminophen قرص ينحل بالفم | Biovail               | ترامادول /باراسيتامول | أشباه أفيونيات [ترامادول]                  | ألم                                                                               | البالغين                  |
| Zolpidem قرص ينحل بالفم               | Biovail               | زولبيديم              | غير البنزوديازيبين منوماتs                 | اضطراب النوم                                                                      | البالغين                  |

## وصلات خارجية
- [www.cimalabs.com cimalabs]
- pharmainfo.net

pharmpedia.com
physicapharma.com